# 赖森贝格
赖森贝格是奥地利下奥地利州巴登县的一个市镇。总面积17.8平方公里，总人口1490人，人口密度83.7人/平方公里（2005年）。